# Sieben Brüder (Hildesheim)

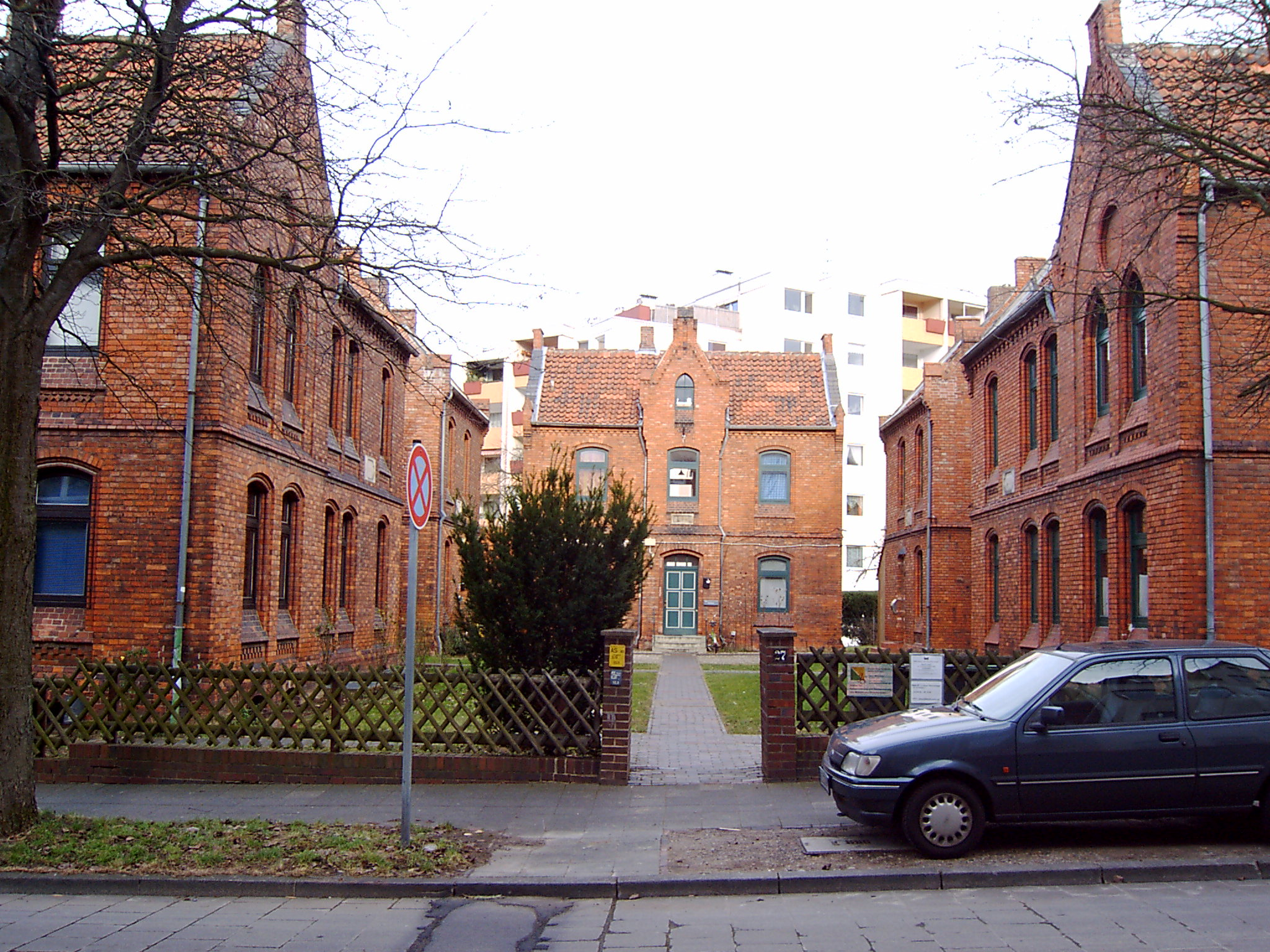
Die „Sieben Brüder“, 2008

Die denkmalgeschützte Wohnanlage Sieben Brüder in Hildesheim besteht aus einer Gruppe von sieben kleinen Einzelhäusern aus rotem Backstein um einen gemeinsamen Hof in der Feldstraße 27 im Galgenberg-Viertel. Die Anlage aus dem Jahr 1880 wurde als Wohnsiedlung für bedürftige Familien errichtet und geht auf eine wohltätige Stiftung von Ernestine Nagel an die Stadt Hildesheim zurück. Auf Wunsch der Stifterin wurden die Häuser nach ihren sieben Brüdern benannt.

## Die Anlage
Die zweistöckigen Gebäude umstehen auf dem 1700 m² großen Grundstück einen kleinen, gemeinsam genutzten begrünten Hof. Sie wurden 1880 vom Hildesheimer Stadtbaumeister  Gustav Schwartz im Stil der Hannoverschen Architekturschule erbaut. Die Namen der Häuser stehen jeweils auf einer schlichten Sandsteinplatte an ihrer Fassade: Floridus, Clemens, Maximilian, Levin, Franz-Egon, Wilhelm, Paul (von links nach rechts).
Zwei Gebäude stehen parallel zur Feldstraße und lassen zwischen sich den Blick auf den Hof frei, je zwei Häuser folgen links und rechts längs des Hofes, das siebte bildet dessen Abschluss. Sie bieten zwischen 51 und 76 m² Wohnfläche und verfügen zusätzlich über Keller und Dachboden. Der Wohnstandard war sehr einfach, so gab es für alle Häuser nur einen Wasseranschluss in einem als Waschhaus dienenden Anbau an das am Ende des Hofes liegende Haus Levin. In den Jahren nach dem Zweiten Weltkrieg bekamen die Häuser einen eigenen Wasseranschluss und einen kleinen Anbau an den Windfang mit einer Toilette. Erst in den frühen 1980er Jahren wurden die Häuser grundsaniert und erhielten Zentralheizung und eigene Badezimmer im Obergeschoss. Seit dem Verkauf 2002 wurden die Häuser erneut renoviert, zum Teil auch zu größeren Einheiten zusammengelegt.

## Geschichte
Ernestine Nagel wurde am 27. Juni 1797 als Tochter des Hildesheimer Hof- und Medizinalrates Hermann Lewin Schmidtjan (gest. 1802), Leibarzt der letzten Hildesheimer Fürstbischöfe Friedrich Wilhelm und Franz Egon, geboren. Nach einer unglücklichen kurzen Ehe in Hannover kehrte sie bald nach der Geburt ihres Sohns Lewin Franz (* 5. März 1819) nach Hildesheim zurück. 1866 verfügte sie, dass nach ihrem Tode ihr Vermögen, das unter anderem aus Immobilien in der Nähe von Münster bestand, zunächst für die Pflege ihres alkoholkranken Sohnes aufgewendet werden solle, der in der Hildesheimer Heil- und Pflegeanstalt untergebracht war. Nach dessen Tod jedoch solle der verbleibende Rest in eine wohltätige Stiftung der Stadt übergehen. Ziel der Stiftung war, zum Gedenken an ihre sieben Brüder, sieben Stiftshäuser zu bauen und bedürftigen Hildesheimer Familien zur Verfügung zu stellen.
Ernestine Nagel starb am 13. September 1867, ihr Sohn Lewin überlebte sie um 10 Jahre und starb am 18. November 1877. Die Gründung der Nagel-Schmidtjansche Stiftung wurde bereits 1877 durch Bürgermeister Gustav Struckmann in die Wege geleitet und im Februar 1879 durch den König bestätigt. Die Gebäude wurden 1880 errichtet und umgehend bezogen. Bis zum Verlust des Stiftungsvermögens in den Jahren der Inflation wurden die Wohnungen unentgeltlich vergeben, danach war eine geringe Abgabe für die Nutzung zu entrichten.
Nach dem Zweiten Weltkrieg wurde der Stiftungszweck von der Stadt aufgehoben und die Häuser in das normale Mietrecht überführt, sie blieben aufgrund der sehr einfachen Ausstattung aber sehr preiswert; bis zur Sanierung Anfang der 1980er Jahre belief sich die Miete auf etwa 35 DM pro Haus. Mit Ratsbeschluss vom 21. Mai 1979 wurden die städtischen Stiftungen, und damit auch die Nagel-Schmidtjansche Stiftung, in der neugegründeten städtischen Friedrich Weinhagen Stiftung zusammengeführt. 2002 wurde die Wohnanlage verkauft, der Erlös wurde für soziale Aufgaben verwendet.